# Луговой (Тамбовская область)
Луговой — упразднённый посёлок в Ржаксинском районе Тамбовской области России. На момент упразднения входил в состав Лукинского сельсовета. В 2003 году включен в состав села Лукино.

## География
Посёлок находится на юге центральной части Тамбовской области, в лесостепной зоне, на правом берегу реки Сухая Ржакса, на расстоянии примерно 12 километров (по прямой) к северо-востоку от Ржаксы.

### Климат
Климат умеренно континентальный, относительно сухой, с холодной продолжительной зимой и тёплым летом. Средняя температура воздуха самого холодного месяца (января) — −11 °C (абсолютный минимум — −40 °C); самого тёплого месяца (июля) — 20,5 °C (абсолютный максимум — 42 °С). Продолжительность периода с положительной температурой выше 10 °C составляет 151 день. Среднегодовое количество атмосферных осадков составляет 450—475 мм, из которых большая часть выпадает в тёплый период. Продолжительность залегания снежного покрова составляет в среднем 135 дней.

## История
Постановлением Думы Тамбовской области от 26 февраля 2003 года № 404 посёлок Луговой включен в состав села Лукино.

## Население
Согласно результатам переписи 2002 года, в национальной структуре населения русские составляли 94 % из 229 чел.